# Just (cançó)
"Just" és una cançó de l'àlbum The Bends, segon disc d'estudi de la banda britànica Radiohead.
Segons Yorke, va compondre la cançó sobre un seu amic narcisista, el qual, en una inspecció més propera s'exhibeix per les imatges en les lletres. El senzill estigué disponible en dos CDs amb cançons diferents. El videoclip fou dirigit per Jamie Thraves, a qui la banda va escollir curosament després veure diversos curts experimentals seus, i fou filmat en un apartament prop de l'estació de Liverpool Street de Londres. El videoclip estigué disponible en els DVDs 7 Television Commercials i Radiohead: The Best of.

## Llista de cançons

### CD 1
1. "Just" – 3:54
2. "Planet Telex" (Karma Sunra mix) – 5:23
3. "Killer Cars" (Versió Mogadon) – 3:50

### CD 2
1. "Just" – 3:54
2. "Bones" (Directe) – 3:14
3. "Planet Telex" (Directe) – 4:07
4. "Anyone Can Play Guitar" (Directe) – 3:40

## Versió de Mark Ronson
El DJ i productor anglès Mark Ronson va llançar la cançó de Radioheat com a quart senzill del seu àlbum Version el 18 de febrer de 2008. Anteriorment ja havia inclòs la cançó en la compilació Exit Music: Songs with Radio Heads, que és un àlbum de tribut a Radiohead. La cançó compta amb la col·laboració de la banda Phantom Planet, especialment a Alex Greenwald com a cantant i Sam Farrar al baix. Al Regne Unit va tenir força difusió en diverses emissores de ràdio. També va realitzar un videoclip, dirigit per Jim Canty, que representa una seqüela del realitzat per Radiohead.

### Llista de cançons
CD 1 88697271202 / Descàrrega
1. "Just" (Edició ràdio)
2. "Valerie (SugaRush Beat Company remix)"

CD 2 88697272032 / Descàrrega
1. "Just" (Edició ràdio)
2. "Just (DJ Premier's Justremixitmix) (feat. Blaq Poet)"
3. "Just (The Go! Team remix)"
4. "Just (The Loving Hand remix)"
5. "Just (DJ Premier's Justremixitmix) (feat. Blaq Poet)" (Instrumental)
6. "Just (The Loving Hand remix)" (Instrumental)

Vinil 10" 88697271211
1. "Just" (Edició ràdio)
2. "Just (DJ Premier's Justremixitmix) (feat. Blaq Poet)"
3. "Just (The Loving Hand remix)"
4. "Just (The Go! Team remix)"